# Acatlán de Osorio
Acatlán de Osorio, (en mixteco colonial Tizaa /tiˈsaʔa/ y en mixteco del sur de Puebla Tèsa'à /tèˈsāˀà/) es la cabecera municipal de Acatlán, uno de los 217 municipios del estado mexicano de Puebla. Se localiza en el centro norte del término municipal y es una de las mayores ciudades de la región Mixteca. Por su importancia regional, Acatlán de Osorio es apodada La Perla de la Mixteca.

## Toponimia
El topónimo Acatlán es de origen náhuatl. Deriva de la palabra ácatl (carrizo) y el locativo abundancial -tlan, de donde se traduce como En el carrizal o Donde abundan los carrizos (Lugar cerca de cañas o carrizos). El topónimo fue impuesto por los hablantes de náhuatl a este poblado de origen mixteco, cuyo nombre original fue Yuku Yuxin, de los vocablos mixtecos primer asentamiento de los proto-mixtecos entre los años 2000 a 1500 a. C.
El Códice Tulane hace referencia al glifo de la ciudad mixteca, compuesto por yuku (cerro) y yuxin (joya, azul) para formar Cerro de la Joya o Cerro Azul. Este topónimo aparece registrado en el Códice Tulane, originario de esta localidad. Al nombre náhuatl se le añadió el apellido Osorio en memoria del coronel Joaquín Osorio, que murió combatiendo a los conservadores el 22 de mayo de 1861.

### Juntas auxiliares
- Amatitlán de Azueta
- Boquerón
- Hermenegildo Galeana
- La Huerta
- San Bernardo (Puebla)
- Ilamacingo

### Barrios de Acatlán
1.- San Juan 2.- San Luis 3.- San Rafael 4.- San Miguel 5.- San Gabriel 6.- Las Nieves 7.- La Palma 8.- San José 9.- San Cristóbal 10.- San Antonio 11.- La Trinidad 12.- Tres Cruces. 13.- Bella Vista. 14.- El Maestro. 15.- FOVISSSTE

## Municipios administrativos
1. Acatlán (Lugar situado cerca de caña o carrizo)
2. Tehuitzingo (lugar de piedras agudas)
3. Ahuehuetitla (Lugar viejo)
4. Chinantla (Lugar situado cerca de cañas)
5. Piaxtla (Tierra larga)
6. Tecomatlán (Tierra de tecomates)
7. Axutla (Agua que arde)
8. San Pablo Anicano (Aquí hay camino de agua)
9. San Pedro Yeloixtlahuaca (Lugar de la llanura sembrada de tabaco)
10. Guadalupe Santa Ana
11. Xayacatlán de Bravo (Lugar de máscaras)
12. San Jerónimo Xayacatlán (Lugar de máscaras)
13. Totoltepec de Guerrero (Cerro del totole)
14. Petlalcingo (Lugar de petates finos o petate chiquito)
15. San Vicente Boqueron
16. Chila (lugar de chile o de caracoles)
17. San Miguel Ixitlán. (Lugar Situado al pie del cerro)
18. San Alfredo Miranda
19. la bella vista

## Ubicación geográfica
- Límites geográficos: Al norte Tepexi de Rodríguez, al sur y al este el estado de Oaxaca. Al este Izúcar de Matamoros y Chiautla de Tapia
- Extensión territorial: 2 720,44 km².
- Coordenadas: 18° 11.9´ N, 98° 3´ W.
- Altitud > 1180 m s. n. m.
- Para el 2010, cuenta con una población de 33 865 personas.[9]

## Descubrimientos arqueológicos

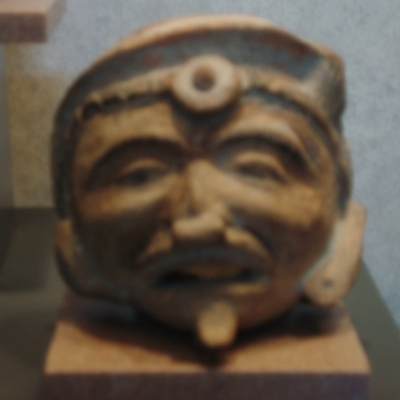
Cabecita colosal de la Mixteca Baja. Procede de Acatlán de Osorio (Puebla), período Clásico mesoamericano (ss. II-VII/VIII d. C.). Colección del MNA.

Acatlán fue fundado por los mixtecos durante el Período Clásico (ss. II-VII/IX d. C.). Fue uno de los centros más importantes de la cultura ñuiñe, que se desarrolló en la Mixteca Baja. En esa época se produjeron las llamadas cabecitas colosales, esculturas de cerámica que representan cabezas humanas. Además en Acatlán se descubrieron piezas de cerámica policroma de estilo códice que pueden corresponder al Posclásico (ss. VIII/X-XVI d. C.). Algunas de las piezas presentan técnicas de manufactura similares a las que siguen empleando los artesanos contemporáneos de Acatlán de Osorio.

## Política
Lista histórica de presidentes municipales que han estado al frente de la administración y presidente actual que está en la administración:
- C. Lic. Gorgonio Rosas 1874-1876
- C. Silverio Morales 1877
- C. Antonio May 1878-1880
- C. Jesús Miranda 1881-1882
- C. Ignacio López 1883
- C. Rafael M. Sánchez; C. Simitrio Betancourt 1885
- C. Leonardo Aja 1886
- C. Refugio Lezama; C. Ignacio Serra 1887
- C. Silverio Morales 1888-1891
- C. Carlos Ruiz 1892
- C. Leonardo Aja 1893-1896
- C. Leonardo Aja Y C. Lic. José María Camacho 1897
- C. Eduardo Rufian; C. Manuel Ramírez 1898
- C. Ignacio Machorro 1899
- C. Pedro Pastor; C. Ignacio Machorro 1900
- C. Pedro Pastor 1901
- C. Eduardo Ávila y C. Refugio Zenteno 1903-1904
- C. Miguel H. Anaya y C. Vicente Popoca 1905
- C. Vicente Popoca 1906-1908
- C. Vicente Popoca y C. Ismael Villar 1909
- C. Ismael Villar 1910
- Ismael Villar 1911 (hasta el 2 de enero)
- Samuel R. Fagoaga 1911 (del 3 de enero al 6 de abril)
- Del 17 al 25 de abril no hubo actuación por haber tomado la plaza los revolucionarios maderistas.
- José Guadalupe Caloca 1911 (de mayo a octubre)
- Juan Safre 1911-1912 (del 4 de noviembre al 9 de enero)
- Luis G. Nájera y Pedro Loyola 1912
- Lauro Vázquez, Ricardo Reyes Márquez y Eduardo G. Parras 1912 (del 10 de enero al 22 de febrero)
- Ricardo Reyes Márquez 1912-1914 (del 22 de febrero al 30 de noviembre de 1914)
- C. Fidencio Gálvez 1915
- C. Refugio Gómez y C. Ruperto Lobato 1916
- Actuación Libre
- C. Antonio Ramírez 1917
- C. Jesús Reyes Márquez 1918
- C. Enrique Morales 1919
- C. Lucio Gálvez 1920
- C. Cándido Martínez, C. Vicente Crespo y C. Ambrosio González 1921
- C. Guadalupe Rojas 1922
- C. Refugio Gómez 1923
- C. Fidencio Gálvez 1924
- C. Jacobo Ojeda 1925
- C. Ruperto Lobato 1926
- C. Alfredo Gavito 1927
- C. Fermín E. Díaz 1928
- D. Fidencio Gálvez, C. Simitrio Márquez H. y C. Juan Herrera. Consejo Municipal. 1929
- C. Juan Herrera y C. Jesús Fuentes 1930
- C. Daniel Salmoran 1931
- C. Juan Herrera 1932
- C. Galo Aja 1933
- C. Hilario H. Romano 1934
- C. Taurino G. Méndez 1935
- C. Faustino Reyes y C. Marcelino González 1936
- C. Galo Aja 1937-1938
- C. Simitrio Márquez H. 1939-1940
- C. Jacobo Ojeda Soperanes 1941-1942
- C. Juan G. González 1943-1944
- C. José Bermejo, C. Manuel Sánchez Romano, C. Roberto Reyes Méndez, C. Rafael Vázquez 1945-1948
- C. Prof. Daniel Corro Arenas y C. Aristeo Zenteno B. 1948-1951
- C. Refugio Gómez 1951-1954
- C. Edmundo Rivera Cuervo 1954-1957
- C. Manuel Gálvez Casiano 1957-1960
- C. Dr. Jesús González Aja 1960-1963
- C. Prof. Jesús Reyes Nieto 1960-1963
- C. Dr. Julio Franco González 1960-1963
- C. Adalberto Rivera Ramírez 1960-1963
- C. Guadalupe G. Escamilla 1963-1966
- C. Prof. Jesús Reyes Nieto 1966-1969
- C. Lic. Antonio Ramírez Reyes y
- C. Fernando Vera Márquez
- C. Fernando Vega Salmoran 1972-1975
- C. Dr. Julio Franco González 1975-1978
- C. Miguel Herrera Ramos 1978-1981
- C. Prof. Delfino Felipe Macías Herrera 1981-1984
- C. Prof. Adan Nava Cruz 1984-1987
- C. Prof. Pedro León Leal 1987-1990
- C. Ing. Adolfo René Sadie Martínez Guzmán 1990-1993 (Periodo Inconcluso)
- Prof. Juan Méndez Vidal (Interino)
- C. Ing. Jesús Acosta Rodríguez 1993-1996
- C. Prof. Antonio Cruz Reyes 1996-1999
- C. Sergio Fernando Vera Espinoza 1999-2002
- C. Ing. Alfonso de Jesús Correa López 2002-2005
- C. Prof. Eugenio Edgardo González Escamilla 2005-2008
- C. Prof. Aristeo Ariza Alonso 2008-2011
- C. Arq. Lenin Martínez Reyes 2011-2014
- C. Arq. Guillermo Martínez Rodríguez 2014-2018
- María del Carmen Nava Martínez 2018-2021
- Arturo Cajica Gómez 2021-2024 (detención en Puebla 2022)
- Reemplazo 2022: Pedro García Núñez 2021-2024
- Guadalupe Lucero Bárcenas 2024-2027

## Festividades
- 24 de marzo: San Gabriel.
- 3 de mayo: Tres Cruces.
- 13 de junio: San Antonio.
- 24 de junio: San Juan Bautista.[11]

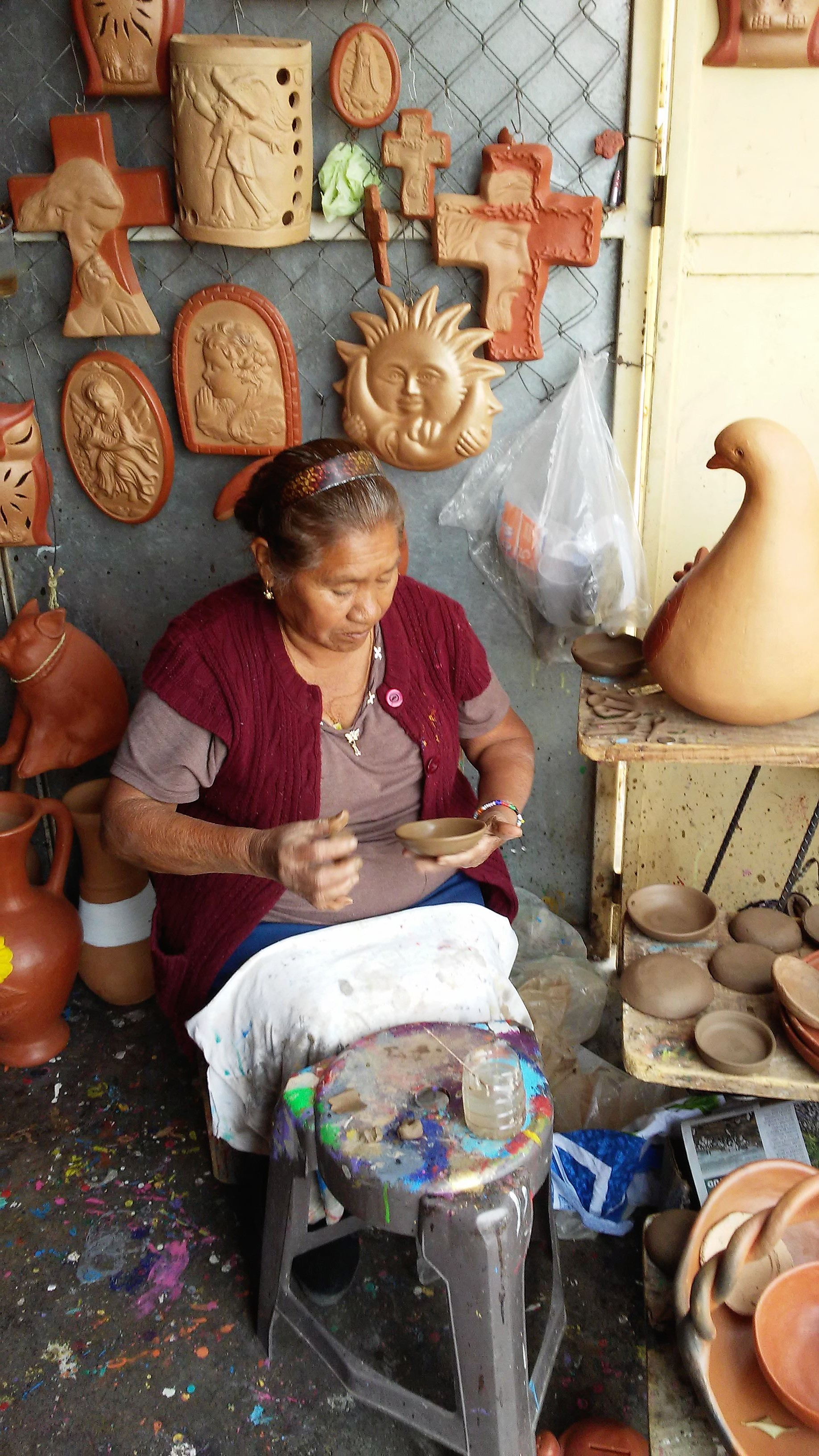
Artesana del barro de Acatlán de Osorio, trabajando y vendiendo sus artesanías.

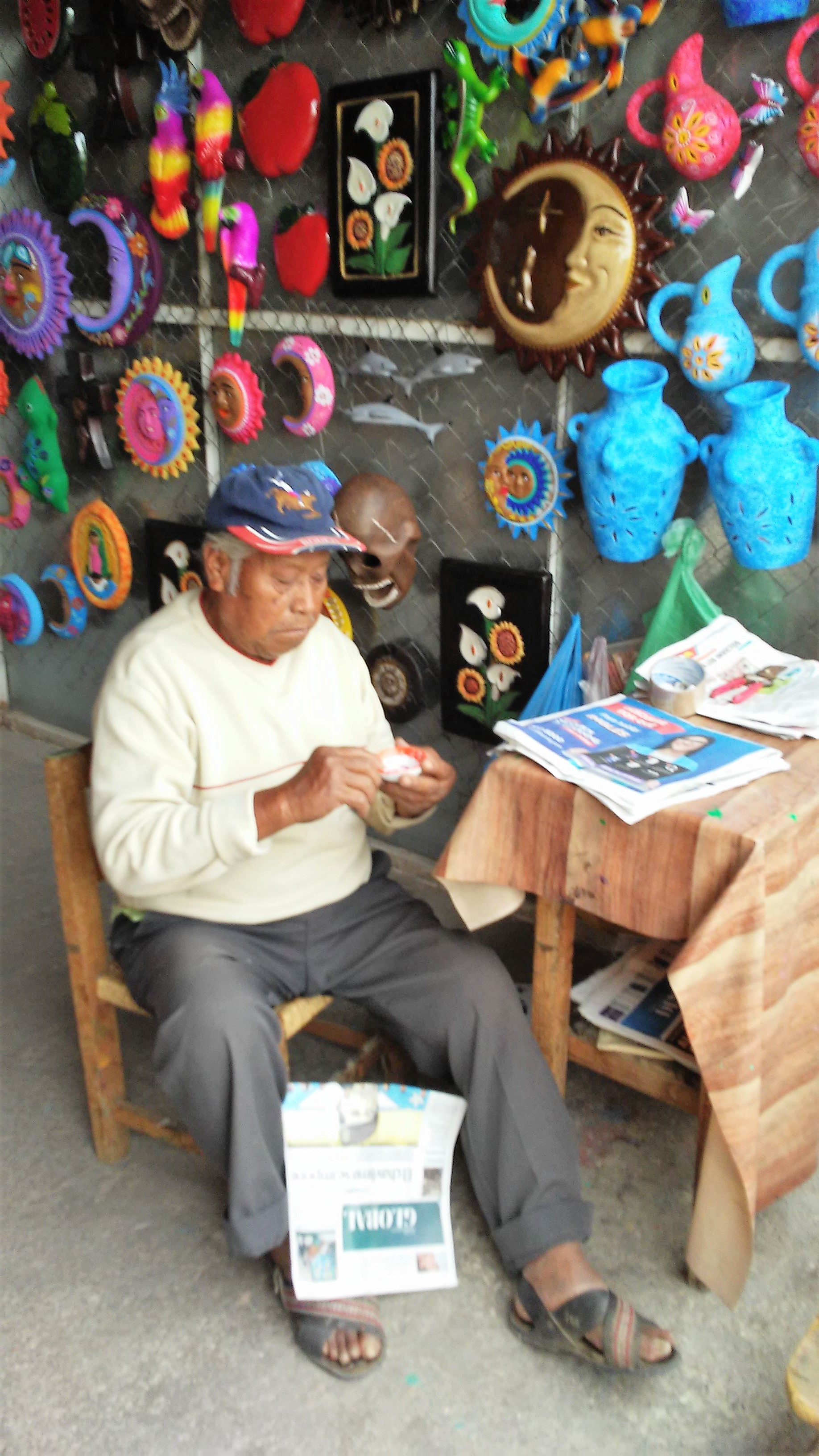
Artesano del barro de Acatlán de Osorio, trabajando y vendiendo sus artesanías.

- 5 de agosto: Es la Festividad de la Virgen de las Nieves, en este mismo barrio se festeja con la procesión, Celebración eucarística (misa), pirotecnia y la danza de tecuanis del barrio
- 29 de septiembre: San Miguel.
- 24 de octubre: San Rafael.Se festejan con danzas de tecuanis, Peregrinaciones desde la Ciudad de México y el Estado de México por los grupos Tecuanes del D.F., Cuautepec de la CDMX, Los Tecuanes Rojos de San Juan Ixhuatepec,Tecuanes Azules, Tecuanes 19 de Noviembre, Tecuanes San Rafael-Ico y Tecuanes Corpus Christi estos cinco grupos de San Juan Ixhuatepec, también asisten tecuanes de Cd. Neza, Ciudad Neza Nueva Generación, Ixtapaluca y Chalco Edo. de Mex.
- 31 de octubre al 2 de noviembre. Celebración del Día de Muertos: en las casas en honor de sus deudos, donde se les ofrece lo que en vida gustaban sus difuntos (pan de muerto, calaveritas de azúcar, cigarros, etc.), en el Panteón Municipal se montan "guardias" ante las tumbas de los familiares difuntos adornadas con flor de muerto y alumbradas con lámparas. También en esta ocasión se baila la danza de los tecuanis que se representa en la entrada de dicho panteón, en donde se monta una especie de verbena popular con infinidad de locales ofreciendo alimentos.

La feria principal de Acatlán se vive en la semana principal de Semana Santa, en ella se realizan gran cantidad de actividades recreativas y culturales en las que participa en su mayoría el pueblo, ya que se realizan carreras de caballos, juegos mecánicos, participación de artistas y cómicos, bailes, gallos, y se vive cada año la representación de la crucifixión de Cristo. Esta es la más importante feria de toda la región.

## Cultura
La charrería es una costumbre tradicional que da colorido a las tardes de jaripeo para los barrios en sus fiestas profanas. En los desfiles cívicos donde los hombres andan a caballo con sus trajes suntuosos, completaban el Júbilo y emotividad de esas festividades dedicadas con gran respeto a los héroes de la Patria. pero desgraciadamente esta costumbre está desapareciendo.

## Historia

### Época precolombina
Aproximadamente 500 años antes de la fundación de Acatlán en la población del Zapote, hoy llamado Hermenegildo Galeana, existió una tribu de origen zapoteca pero a consecuencia de las frecuentes guerras desapareció. Existe una pequeña colina conocida como "El Cantón" que en esta se supone que estuvo el imperio de la reina zapoteca. En el año de 1711 un terremoto destruyó el viejo Acatlán, pero en 1712 se fundó el nuevo Acatlán que actualmente es esta ciudad.

### Conquista
En una de las expediciones con rumbo a las hibueras que con frecuencia hacia Moctezuma Xocoyotzin II tuvo relaciones amorosas con la princesa Acateca llamada Teoxóchitl (flor de dios) con la que tuvo dos hijas que dejó en esta tierra. El conquistador Hernán Cortés dejó un manuscrito en la población de Tehuitzingo pero se ignora su paradero hasta la fecha. También en la población de Tepexillo en el municipio de Petlalcingo, Pue. El propio conquistador dejó una campana ostentando en la parte externa la imagen de la Virgen María, a su paso lo acompañó la Malinche su fiel intérprete, llevando prisionero al último emperador azteca Cuauhtémoc para colgarlo en la población de Izabcaná, Campeche, el 25 de febrero de 1524, terminando así con el imperio azteca.

### Independencia
En el mes de diciembre de 1813 estuvieron en esta población los generales José María Morelos y Pavón, Mariano Matamoros, Hermenegildo Galeana, Vicente Guerrero, Guadalupe Victoria, oficiales y tropas de regreso de la toma de Oaxaca y Acapulco. El general Morelos motivó a este pueblo a luchar por la libertad de México. Varios acatecos se dieron de alta en el ejército insurgente. El 4 de noviembre de 1816 el general don Vicente Guerrero con un puñado de voluntarios acatecos. En la cañada de los naranjos espera a Samaniego y a flon oficial realista que conducía un convoy de De azúcar y tabaco a la ciudad de Puebla, después de un tremendo combate resulta derrotado el general Vicente Guerrero. El día 16 de noviembre del mismo año vuelve a sostener otro combate con Samaniego y Lamadrid en el cerro de la Chinanteca obteniendo la victoria, esta vez el general don Vicente Guerrero.